# Jacqueline Cartier
Pour les articles homonymes, voir Cartier.
Jacqueline Cartier est une actrice et journaliste française, née le 22 juillet 1922 dans le 2e arrondissement de Paris et morte le 20 juillet 2017 à Sainte-Marie-la-Mer,.

## Biographie
Après des études au Conservatoire national d'art dramatique, Jacqueline Cartier fut pensionnaire de la Comédie-Française dont son père, Henri Cartier (1882-1972), fut régisseur général de 1912 à 1953. Elle fut aussi « Jacqueline » dans le très populaire feuilleton radiophonique La Famille Duraton sur Radio Luxembourg dans les années 1950. Elle fit une petite carrière au cinéma avant de devenir une journaliste réputée de L'Aurore, puis de France-Soir, dont elle assura pendant de nombreuses années la critique théâtrale et la critique des spectacles en général.
Autrice de livres sur le théâtre et les variétés (notamment Bobino, ou 150 ans de coulisses en 1972), elle a été présidente de l'Association de la presse du music-hall et du cirque, puis de la  PAVDEC (Presse associée de la variété, de la danse et du cirque) qu'elle créa en 1980 en rassemblant notamment autour d'elle Guy des Cars, Yves Mourousi, Christian Boner, Francis Fehr et Jean-Pierre Thiollet. Cette association qu'elle anima, avec le soutien amical de Pierre Cardin et de quelques autres personnalités parisiennes, joua un rôle notable tout au long des années 1980 et jusqu'au milieu des années 1990.
En 1976, elle a rédigé Joséphine, le livre de mémoires de Joséphine Baker, et en 1987, Oui, je crois, l'autobiographie de Mireille Mathieu, artistes qu'elle admirait (Mireille Mathieu rappelle dans son livre qu'elle s'est « confiée à Jacqueline Cartier, journaliste et écrivain »).

## Filmographie

### Actrice
- 1934 : Le Malade imaginaire de Lucien Jaquelux et Marc Mérenda : Louison
- 1939 : Vous seule que j'aime de Henri Fescourt :  Geneviève
- 1942 : Patricia de Paul Mesnier :  Sandrine
- 1943 : Six petites filles en blanc d'Yvan Noé : une pensionnaire
- 1944 : Falbalas de Jacques Becker
- 1946 : Tant que je vivrai de Jacques de Baroncelli
- 1948 : Les enfants dorment la nuit de Pierre Maudru (court métrage)
- 1950 : Plus de vacances pour le Bon Dieu de Robert Vernay
- 1952 : Procès au Vatican d'André Haguet
- 1955 : On déménage le colonel de Maurice Labro : la femme du notaire
- 1955 : Si Paris nous était conté de Sacha Guitry : la femme couchée
- 1956 : Les Duraton d'André Berthomieu : Jacqueline Duraton
- 1958 : En légitime défense d'André Berthomieu : Madame Martinet

### Scénariste et dialoguiste
- 1948 : Les enfants dorment la nuit de Pierre Maudru (court métrage)
- 1966 : Les Globe-trotters, série TV créée par Claude Boissol

## Théâtre
- 1933 : Adam et Ève de Sacha Guitry, mise en scène Sacha Guitry, Comédie-Française : une femme
- 1935 : Madame Quinze de Jean Sarment ; mise en scène : Jean Sarment
- 1946 : Le Lever du soleil de Simone Le Bargy ; mise en scène : Simone Le Bargy
- 1946 : Le Mariage de Figaro de Beaumarchais ; mise en scène : Jean Meyer
- 1946 : Le Voyage de monsieur Perrichon d'Eugène Labiche et Édouard Martin ; mise en scène : Jean Meyer
- 1946 : Les Mal-aimés de François Mauriac ; mise en scène : Jean-Louis Barrault
- 1947 : On ne badine pas avec l'amour d'Alfred de Musset ; mise en scène : Julien Bertheau

## Publications
- Hommes à fan's, images de Dropy, Fasquelle, Paris, 1956
- Les Globe-trotters: Comment faire le tour du monde sans un sou, Gautier-Languereau, 1966
- Les Globe-trotters, avec René Havard, Claude Boissol, Pierre Pelegri et Jacques Remy,  Éditions G.P., 1967
- Bobino ou Cent-cinquante ans de coulisses, Paris, Éditions du Tertre, 1972
- Le Petit Molière, 1673-1973, Paris, Guy Authier, 1973
- Le Petit Shakespeare, ouvrage collectif, Paris : G. Authier, 1974
- Joséphine, avec Joséphine Baker et Jo Bouillon, Paris; R. Laffont, 1976.
- Oui, je crois, avec Mireille Mathieu (collaboration), Paris : R. Laffont, 1987.
- Monsieur Vanel : un siècle de souvenirs, un an d'entretiens, Paris, Robert Laffont, 1989.
- Les Animaux du cinéma : Les Chiens, avec Gilles Cressard, Éditions Ketty & Alexandre,  Chapelle-sur-Moudon, 1991
- Édith et Thérèse : la sainte et la pècheresse, avec Hugues Vassal,  Paris, Anne Carrière, 1999.